# マリアガー・フィヨルド
座標: 北緯56度41分0秒 東経10度1分30秒 / 北緯56.68333度 東経10.02500度

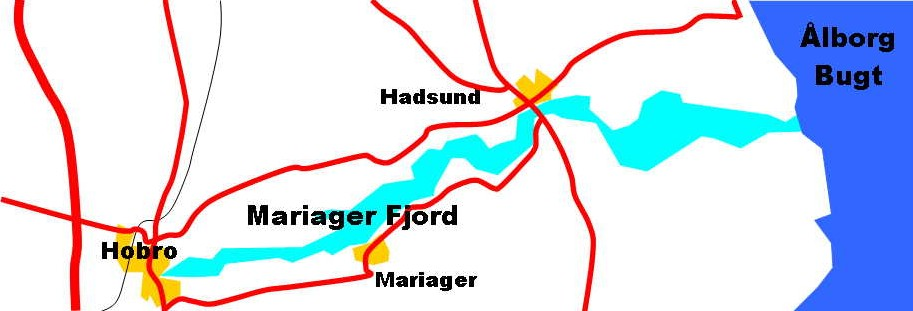
マリアガー・フィヨルドの地図

マリアガー・フィヨルド（Mariager Fjord）は、デンマーク・ユラン半島（ユトランド半島）北東岸にあるフィヨルド。
長さおよそ35キロメートルでデンマークのフィヨルドでは長いほうに入る（リム・フィヨルドはマリアガーより長いが、入り江に分類される）。マリアガー・フィヨルドは、東西方向にほぼ一直線に伸び、カテガット海峡に通じている。
最奥部にはホブローの町がある。その他、ハズソン、フィヨルドの名前の由来となったマリアガーの町がある。
幅は広いところで4、5キロメートル、狭いところで250メートル。一帯の面積は47平方キロメートル。フィヨルド最深部は30メートルある。ラナース・フィヨルドを含む一帯にスパルティナ属の生える塩性湿地があり、コクガンが生息しており、1977年にラムサール条約登録地となった。
2007年の基礎自治体改編の結果、それまでの4つの基礎自治体が合併して新しい基礎自治体マリアガー・フィヨルド市がフィヨルド周囲に誕生した。

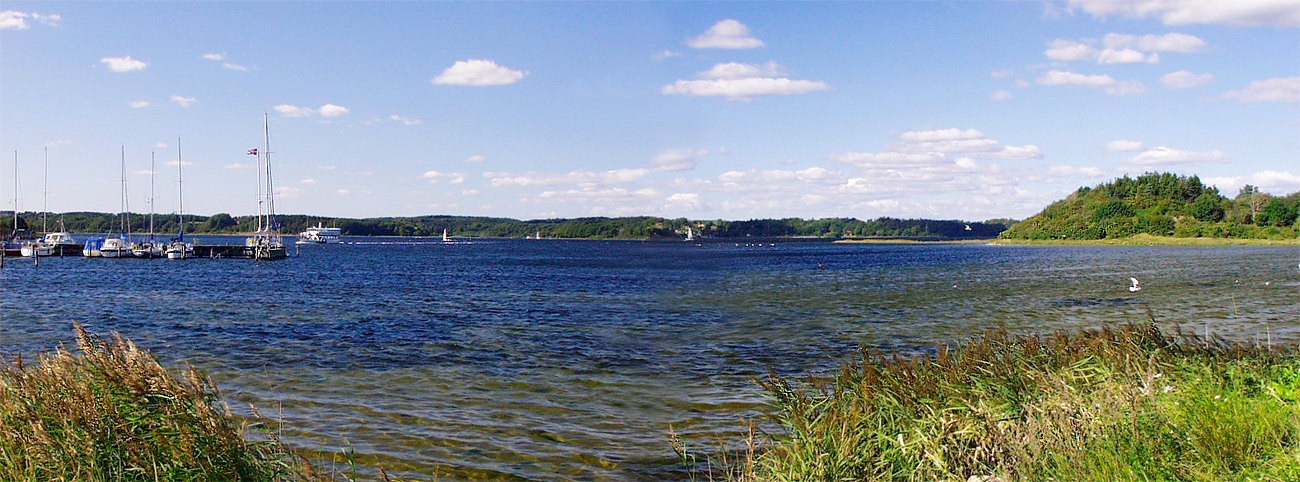
マリアガー・フィヨルド